# York (Alabama)
York is een plaats (city) in de Amerikaanse staat Alabama, en valt bestuurlijk gezien onder Sumter County.

## Demografie
Bij de volkstelling in 2000 werd het aantal inwoners vastgesteld op 2854.
In 2006 is het aantal inwoners door het United States Census Bureau geschat op 2596, een daling van 258 (-9,0%).

## Geografie
Volgens het United States Census Bureau beslaat de plaats een oppervlakte van
18,3 km², geheel bestaande uit land. York ligt op ongeveer 104 m boven zeeniveau.

## Plaatsen in de nabije omgeving
De onderstaande figuur toont de plaatsen in een straal van 40 km rond York.

## Geboren
- Davey Williams (1952-2019), jazz- en rockgitarist